# Stéphanie de Hohenzollern-Sigmaringen
Titre
Reine consort de Portugal et des Algarves
18 mai 1858 – 17 juillet 1859
(1 an, 1 mois et 29 jours)
Stéphanie de Hohenzollern-Sigmaringen (Stephanie Josepha Friederike Wilhelmine Antonia von Hohenzollern-Sigmaringen, née le 15 juillet 1837 et morte le 17 juillet 1859) est une princesse allemande, membre de la famille princière de Hohenzollern-Sigmaringen qui devient par mariage reine consort de Portugal sous le nom d'Estefânia.

## Famille
Née au château de Krauchenwies, près de Sigmaringen, en 1837, Stéphanie est le second enfant et la fille aînée du prince Charles-Antoine de Hohenzollern-Sigmaringen et de son épouse la princesse Joséphine de Bade. Ses grands-parents maternels sont le grand-duc Charles II de Bade et son épouse la grande-duchesse Stéphanie de Beauharnais dont elle porte le prénom.
Elle a un frère cadet qui devient le roi Carol Ier de Roumanie, un frère aîné Léopold de Hohenzollern-Sigmaringen, ancêtre de l'actuelle maison royale de Roumanie et une sœur cadette Marie de Hohenzollern-Sigmaringen, mère du futur roi Albert Ier de Belgique dont descendent les actuelles familles royale de Belgique et grand-ducale de Luxembourg.

## Mariage

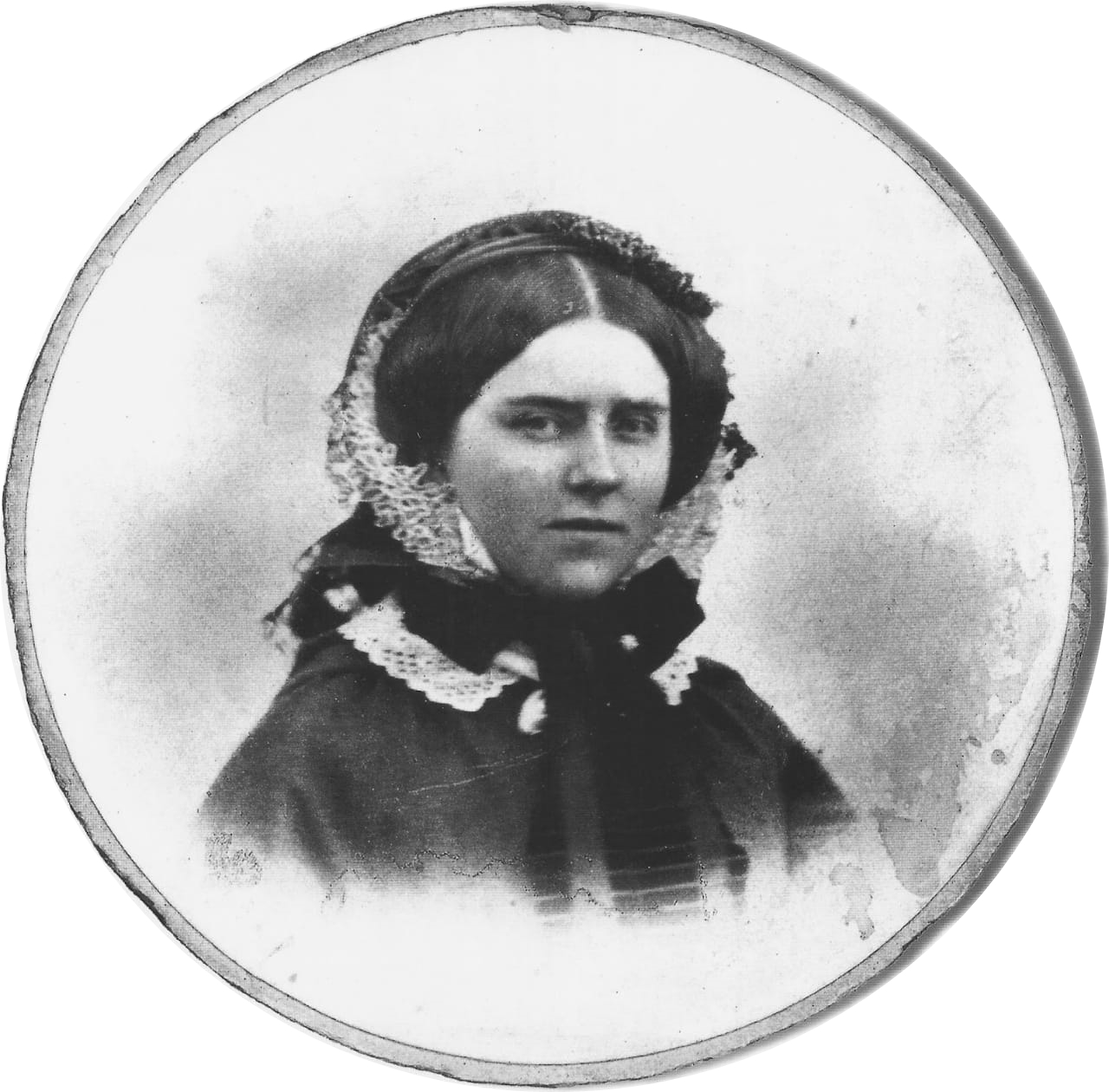
Photographie de la reine Stéphanie.

En 1858, forte de l'appui et des conseils de la reine Victoria, elle épouse Pierre V de Portugal, d'abord par procuration le 29 avril 1858 à la Cathédrale Sainte-Edwige à Berlin où son frère aîné Léopold de Hohenzollern-Sigmaringen représente le marié, puis en personne avec le roi le 18 mai 1858 à l'église de Saint-Dominique à Lisbonne. Ils se marient quelques mois avant de fêter tous deux leur vingt-et-unième anniversaire. Stéphanie reçoit en cadeau de mariage de nombreux objets de luxe. Ils passent leur lune de miel à Sintra.
Elle devient rapidement très populaire auprès de la population portugaise en fondant de nombreux hôpitaux et des organismes de charité.

## Mort
Cependant, après à peine un peu plus d'an de mariage, Stéphanie tombe malade et meurt à seulement 22 ans, victime de la diphtérie qu'elle aurait contractée lors d'une visite à Vendas Novas.
Sa mort soudaine provoque une grande tristesse chez le roi mais aussi une grande consternation chez les Portugais qui avaient développé une certaine affection pour leur reine. Le couple royal n'a pas eu d'enfant. L'autopsie du corps révèle même que la reine est morte vierge.
Stéphanie est inhumée au Panthéon royal des Bragance, dans le Monastère de Saint-Vincent de Fora à Lisbonne, nécropole des rois de Portugal de la famille des Bragance.
Son mari ne se remariera pas et mourra deux ans plus tard d'une fièvre typhoïde ou du choléra, laissant le trône à son frère Louis.

## Sources
- Généalogie des rois et des princes de Jean-Charles Volkmann Edit. Jean-Paul Gisseront (1998)